# Мошенка (Ахтырский район)
Мошенка (укр. Мошенка) — село в Чернетчинской сельской общине Ахтырского района Сумской области Украины.
Код КОАТУУ — 5920384005. Население по переписи 2001 года составляет 130 человек.

## Географическое положение
Село Мошенка находится у истоков реки Криничная,
ниже по течению на расстоянии в 2,5 км расположено село Кардашовка.
На расстоянии в 1 км расположено село Подлозиевка.

## Экономика
- Около села большое поле нефтяных скважин.